# Gervershagener Bach
Der Gervershagener Bach ist ein 2,8 km langer linker Nebenfluss der Wupper, die hier im Oberlauf Wipper genannt wird. Der Bach entspringt auf 434 m Höhe im Gervershagener Forst östlich des Marienheider Ortsteils Gervershagen an der Landesstraße L306, wird in Quellnähe in Teichen gestaut und fließt in westlicher Richtung an Gervershagen vorbei. Zwei weitere größere Teiche stauen den Bach hinter dem Ort auf. Am Damm des zweiten Teichs bekommt der Bach rechterhand Zulauf von einem namenlosen Gewässer, kurz darauf ebenfalls von rechts von dem Gerverssiefen. Ein namenloser Bach und der Frohnensiefen sind die nächsten orografisch rechten Zuflüsse.
Der Mittellauf mündet nun in der Brucher Talsperre, in der er sich mit dem weitaus kürzeren Brucher Bach vereint. In die Talsperre tragen die Wipperüberleitung, der Brambuscher Bach, der Steinkuhler Siefen, der Röttger Siefen und ein unbenannter linker Zulauf weiteres Wasser ein. Laut dem Flussgebiets-GIS des zuständigen Wupperverbands und dem Gewässerverzeichnis NRW heißt der Abfluss der Brucher Talsperre entgegen der üblichen Konvention nicht Brucher Bach, sondern Gervershagener Bach. Daher ist offiziell der Gervershagener und nicht der Brucher Bach ein Gewässer 2. Ordnung im Flusssystem der Wupper, der Brucher Bach folglich trotz seiner Eigenschaft als Namensgeber der gemeinsamen Talsperre ein Nebenfluss des Gervershagener Bachs.
Der Abfluss nimmt unterhalb der Staumauer von rechts den Bocksiepen und einen Parallelzweig der Wipper auf und unterquert die Bahnstrecke Hagen–Dieringhausen. Hinter der Bahnstrecke speist der Gervershagener Bach mit einem Teil seines Wassers einen orthogonal zur Hauptfließrichtung gestauten Wassergraben, dessen Abfluss bei Neuenhaus dem Neuenhauser Siefen zufließt. Hinter dem Wassereintrag in den Graben mündet der Gervershagener Bach auf 357 m Höhe bei dem 21 Hektar großen Naturschutzgebiet Wipperaue Eulenbecke (Kennung: GM-077, CDDA-Code: 344819)  in der Wupper.